# Hadsund Havn
Hadsund Havn, der Hafen der dänischen Stadt Hadsund, liegt am Nordufer des Mariagerfjordes und besteht aus einem Industrie- bzw. Verkehrshafen, einem Yachthafen und einem Fischereihafen. Der Verkehrs- und der Fischereihafen befinden sich im Besitz der Mariagerfjord Kommune.

## Verkehrshafen
Der Verkehrshafen, der eigentliche Hadsund Havn, wurde 1860/1861 zur Entlastung der kleinen Fährstelle angelegt. Dazu wurde eigens für den nach Kopenhagen fahrenden Dampfer Ydun, der bis dahin die Passagiere aus Hadsund über eine Jolle an Bord nehmen musste, eine Schiffsbrücke errichtet. An die 1956 eingestellte Dampfschifffahrt erinnert heute der Name Københavnerhovedet (Kopenhagener Kopf), der Teil des westlichen Hafens. An der 210 m langen Kaianlage können Schiffe mit einer Länge von 120 m und einer Breite von 23 m anlegen. Für größere Yachten steht zudem ein 46 m langer Holzsteg, die Andersens Bro, zur Verfügung.

## Yachthafen
Der ebenfalls 1860/1861 erbaute Yachthafen, Hadsund Lystbådehavn, befindet sich etwa 550 Meter westlich des Verkehrshafens und ist geeignet für Schiffe mit einer Länge von maximal 12 m und einer Breite von 3 m. In dem kleineren und dem 130 × 40 m großen Hafenbecken stehen 200 Liegeplätze zur Verfügung. Der während der deutschen Besatzungszeit gegründete Segelverein Hadsund Sejlklub von 1943 ist Eigentümer des Hafens und hat hier seinen Sitz.

## Fischereihafen
Bei Einfahrt vom Kattegat in den Mariagerfjord kommt vor der 1902 bis 1904 erbauten Straßen- und Eisenbahnbrücke für die Bahnstrecke Aalborg–Hadsund, die 1972 durch eine Klappbrücke (Hadsundbroen) ersetzt wurde, der Fischereihafen, Hadsund Fiskerihavn (rund 800 Meter östlich des Verkehrshafens gelegen), welcher 1937 vom Hadsunder Fischereiverein, Hadsund Fiskeriforening, angelegt wurde. Der Hafen verlor im Laufe der Zeit an Bedeutung und dient heute hauptsächlich als Naherholungsgebiet. Vor den Molen befindet sich nach wie vor der Platz, auf dem einst die Netze geflickt wurden. Die aus zwei Hafenbecken bestehende Anlage kann von Schiffen mit einem maximalen Tiefgang von 1,5 m (an der Außen- und Westmole 3 m) angelaufen werden.

## Hafenbahn Hadsund

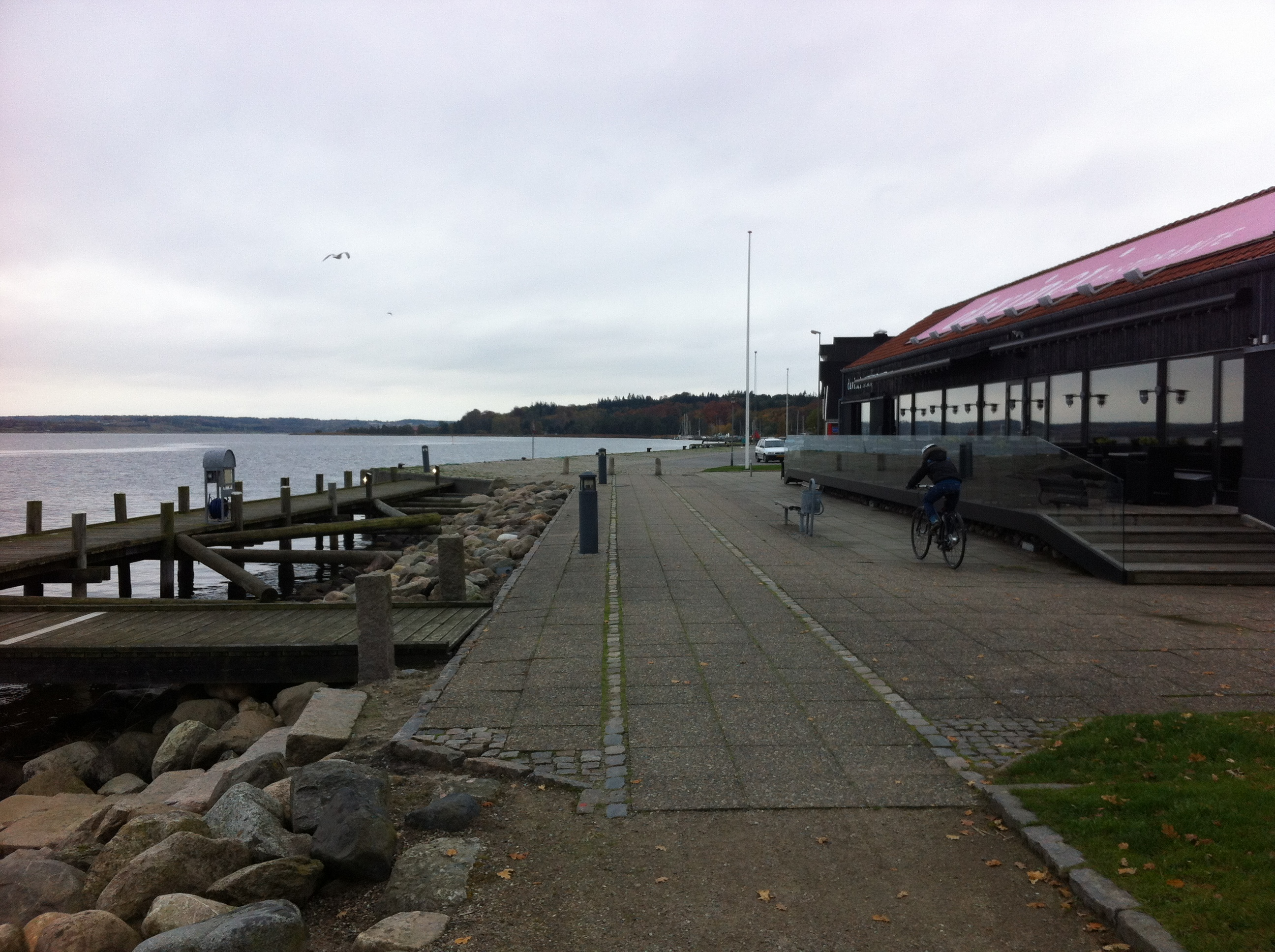
Ehemaliger Verlauf der Hafenbahn zwischen der Andersens Bro zur Linken und dem italienischen davinci ristorante am Havnevej

Von 1928 bis 1969 bestand über die 513 m lange Hadsund Havnebane, die im Bahnhof Hadsund Nord von der Bahnstrecke Aalborg–Hadsund abzweigte und zum Verkehrshafen (dänisch Trafikhavn) führte, Anschluss an das Eisenbahnnetz.
Nach der Einweihung der Hadsundbroen 1904 begann die Planungen für eine Bahnstrecke von Bahnhof Hadsund Nord zum Hafen. Ingenieur L. Schlegel zeichnete das Projekt und ermittelte 1907 die geschätzten Kosten. Ein Jahr später zeigte der Direktor der Aalborg–Hadsund Jernbane auf, dass es technische Probleme gebe. Die Abzweigung für die Hafenbahn müsste am Bahnhof Nord ganz nach Westen gelegt werden, was die Kostenschätzung bei Weitem übertroffen hätte. Daher war die Aalborgbane nicht am Bau interessiert, weil befürchtet wurde, dass die Güterzüge die kürzere Randersbane nach Süden nehmen würden. 
Die Mehrkosten in Höhe von 20.000 Kronen versuchte der Bauausschuss zu bekommen und es wurden Beiträge von Institutionen außerhalb von Hadsund versprochen. Nach wiederholten Aufforderungen an die Handwerkervereinigung wurde 1912 mit den Planungen für die Hafenbahn begonnen. Dazu wurde ein neuer Ausschuss eingerichtet. Dieser hatte während des Ersten Weltkrieges kein Kapital für den Bau, so dass die Planungen verschoben wurden. 
1920 wurde der Bau erneut geprüft. Hadsundbanen war aus dem gleichen Grund wie vorher nicht daran interessiert, die Bahn zu bauen. Im September 1920 war kam es nach einem Plan-Entwurf zu einer Vereinbarung über die Finanzierung, den Bau und Betrieb der Hafenbahn. Die endgültige Vereinbarung wurde am 20. März 1926 unterzeichnet und 1928 konnte die Gleisanschlüsse verwendet werden. Die Anlage kostet 56.000 Kronen, von denen die Hälfte der Staat und der Kreis Aalborg ein Viertel übernahm.

## Bilder

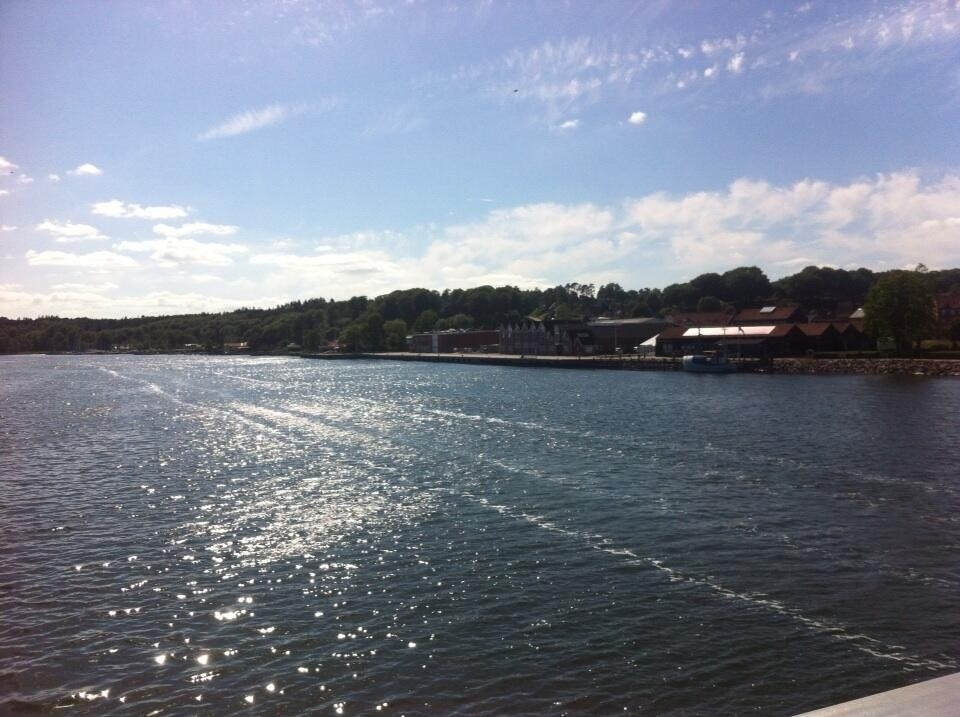
Blick von der Hadsundbroen auf den Verkehrshafen
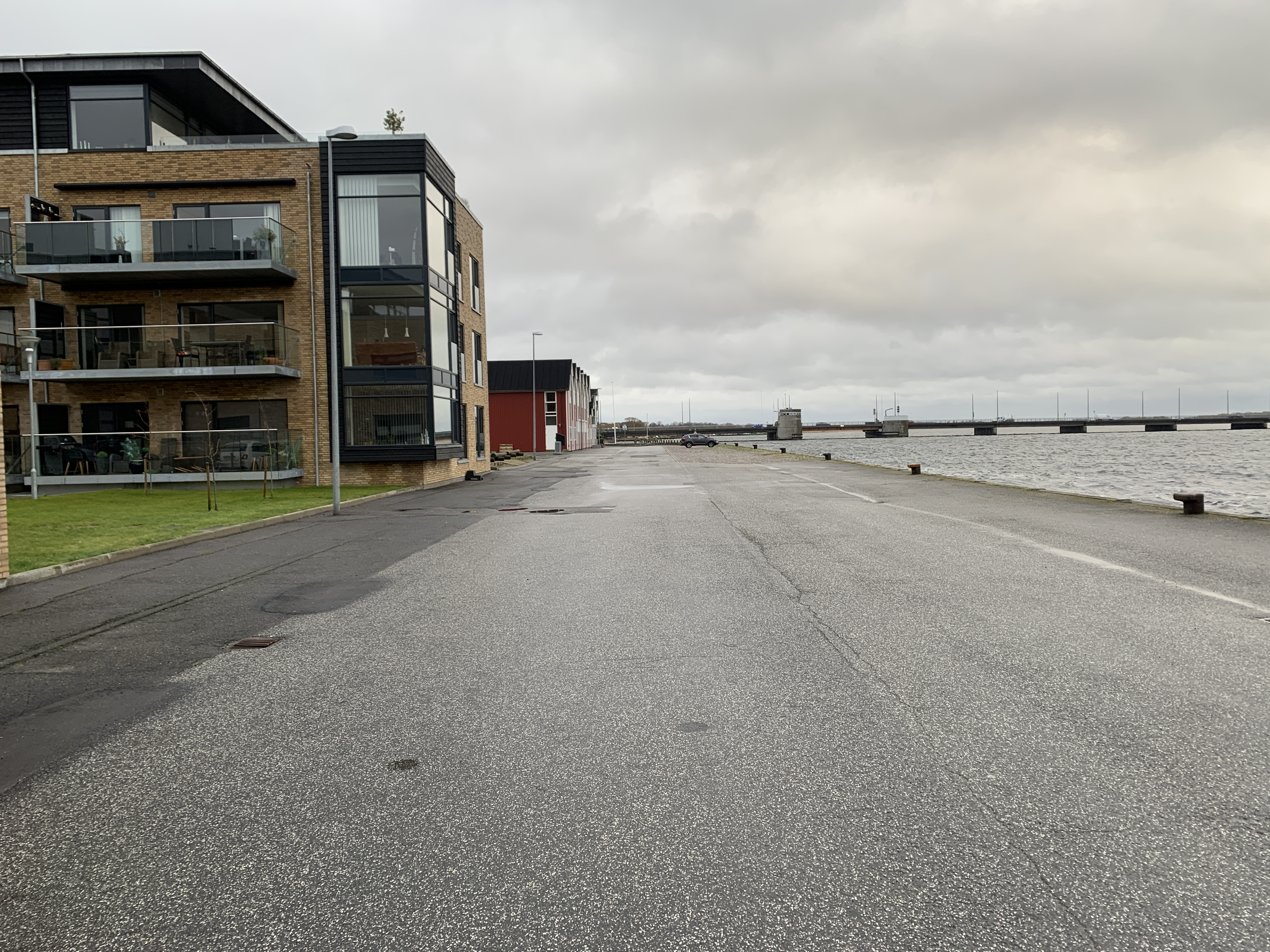
Verkehrshafen mit der Hadsundbroen im Hintergrund
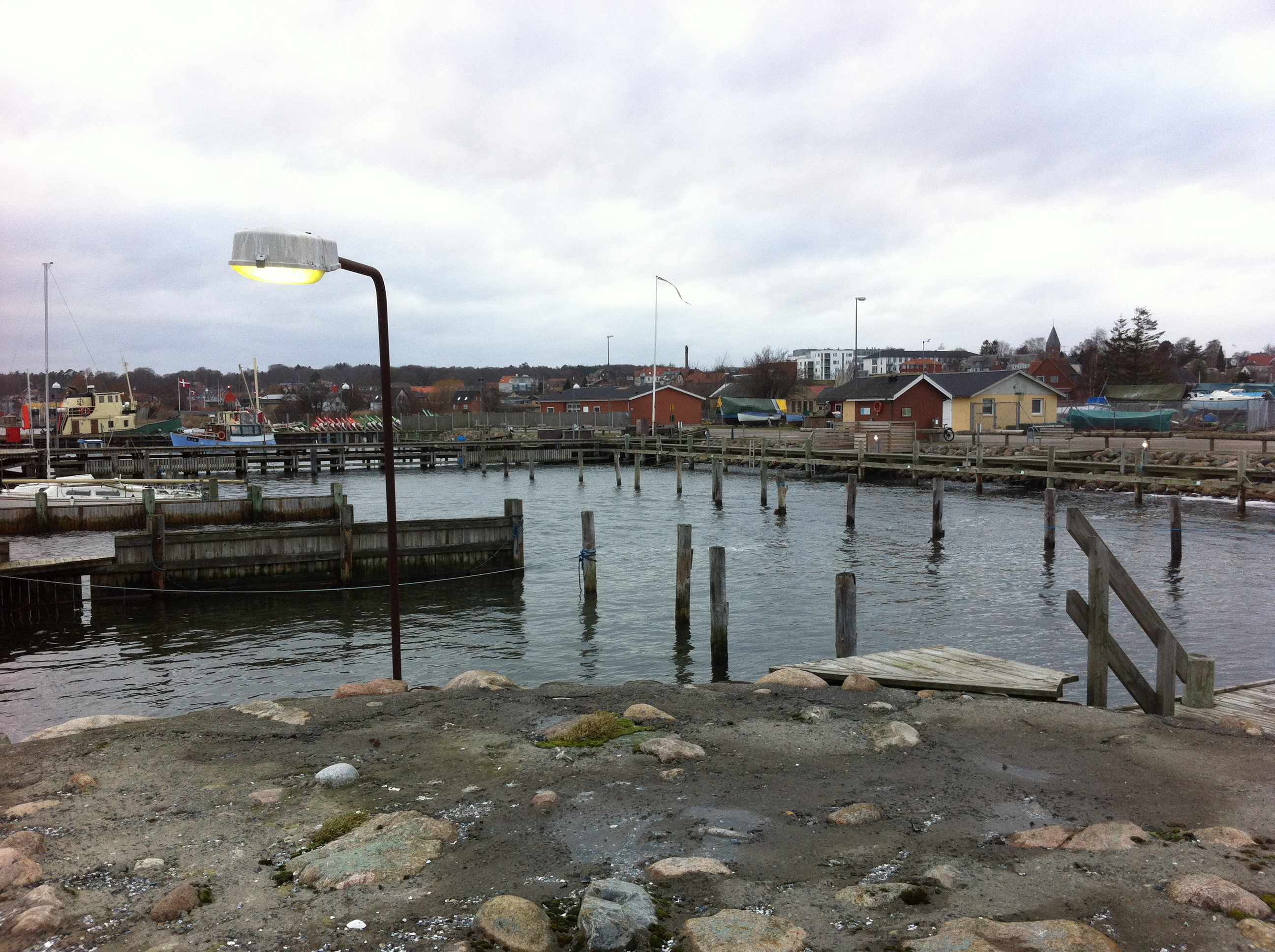
Fischereihafen
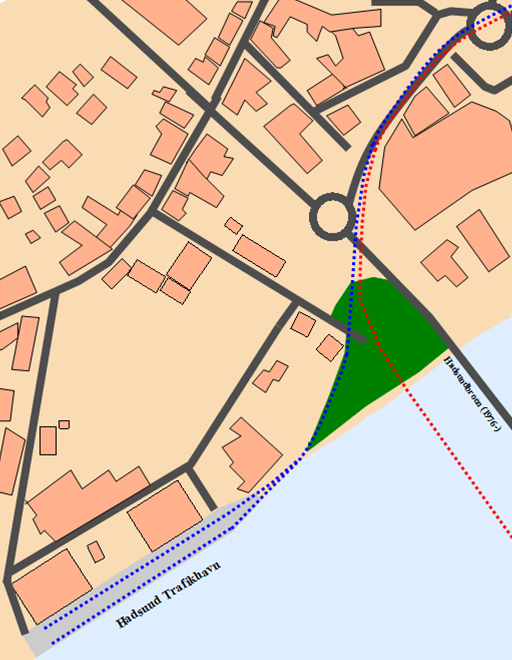
Verlauf der Hafenbahn (blau gestrichelt) und der Bahnstrecke Randers–Hadsund (rot gestrichelt)